# Okręg wyborczy Sheffield Hallam
Okręg wyborczy Sheffield Hallam powstał w 1885 r. i wysyła do brytyjskiej Izby Gmin jednego deputowanego. Okręg południowo-zachodnią część miasta Sheffield.

## Deputowani do brytyjskiej Izby Gmin z okręgu Sheffield Hallam
- 1885–1916: Charles Stuart-Wortley, Partia Konserwatywna
- 1916–1918: Herbert Fisher, Partia Liberalna
- 1918–1922: Douglas Vickers, Partia Konserwatywna
- 1922–1928: Frederick Sykes, Partia Konserwatywna
- 1928–1939: Louis Smith, Partia Konserwatywna
- 1939–1959: Roland Jennings, Partia Konserwatywna
- 1959–1987: John Osborn, Partia Konserwatywna
- 1987–1997: Irvine Patnick, Partia Konserwatywna
- 1997–2005: Richard Allan, Liberalni Demokraci
- 2005–2017: Nick Clegg, Liberalni Demokraci
- 2017-2019: Jared O’Mara, Partia Pracy, później bezpartyjny
- od 2019: Olivia Blake, Partia Pracy